# Landkreis Augsburg

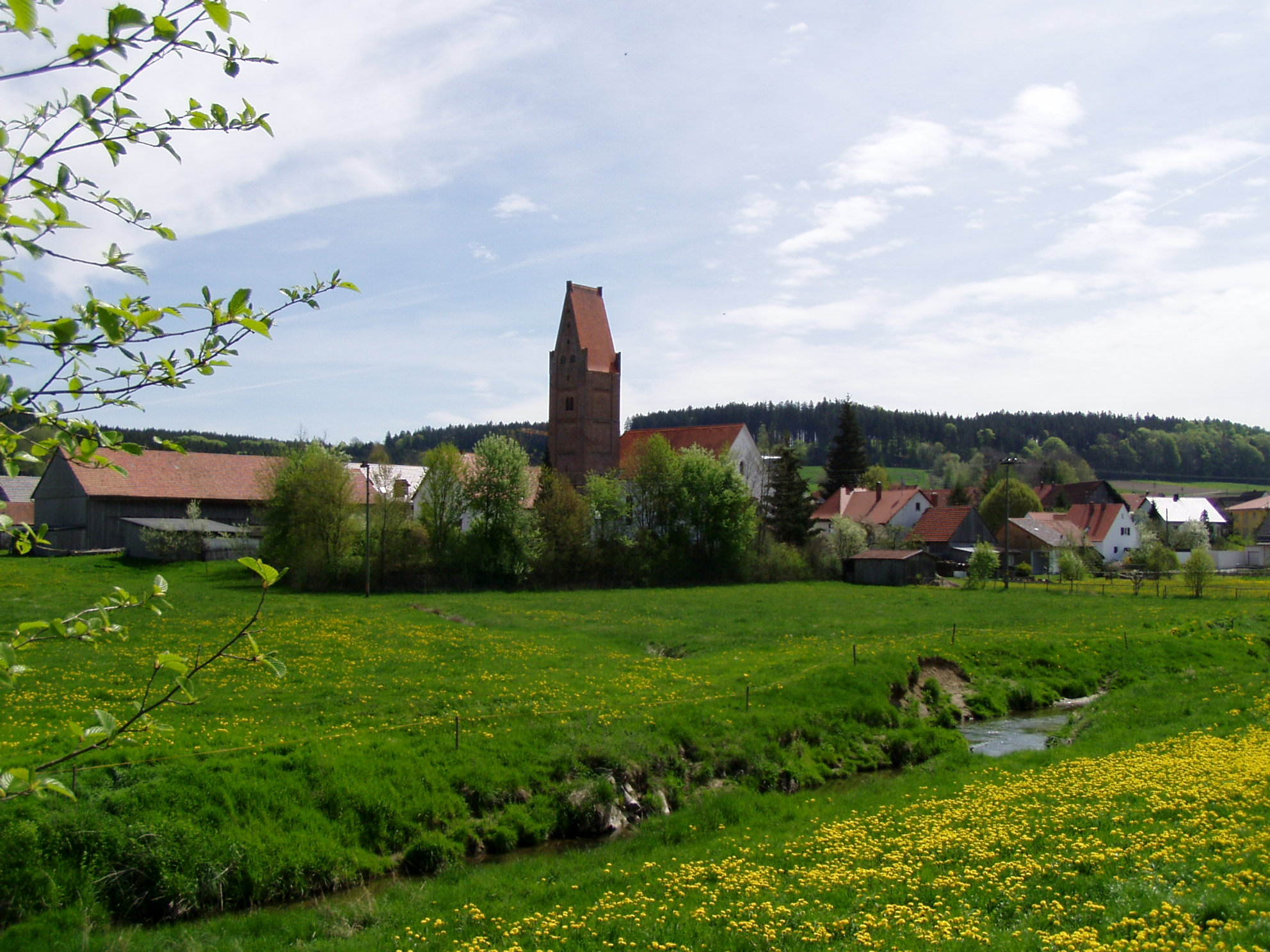
Willmatshofen im Naturpark Augsburg-Westliche Wälder

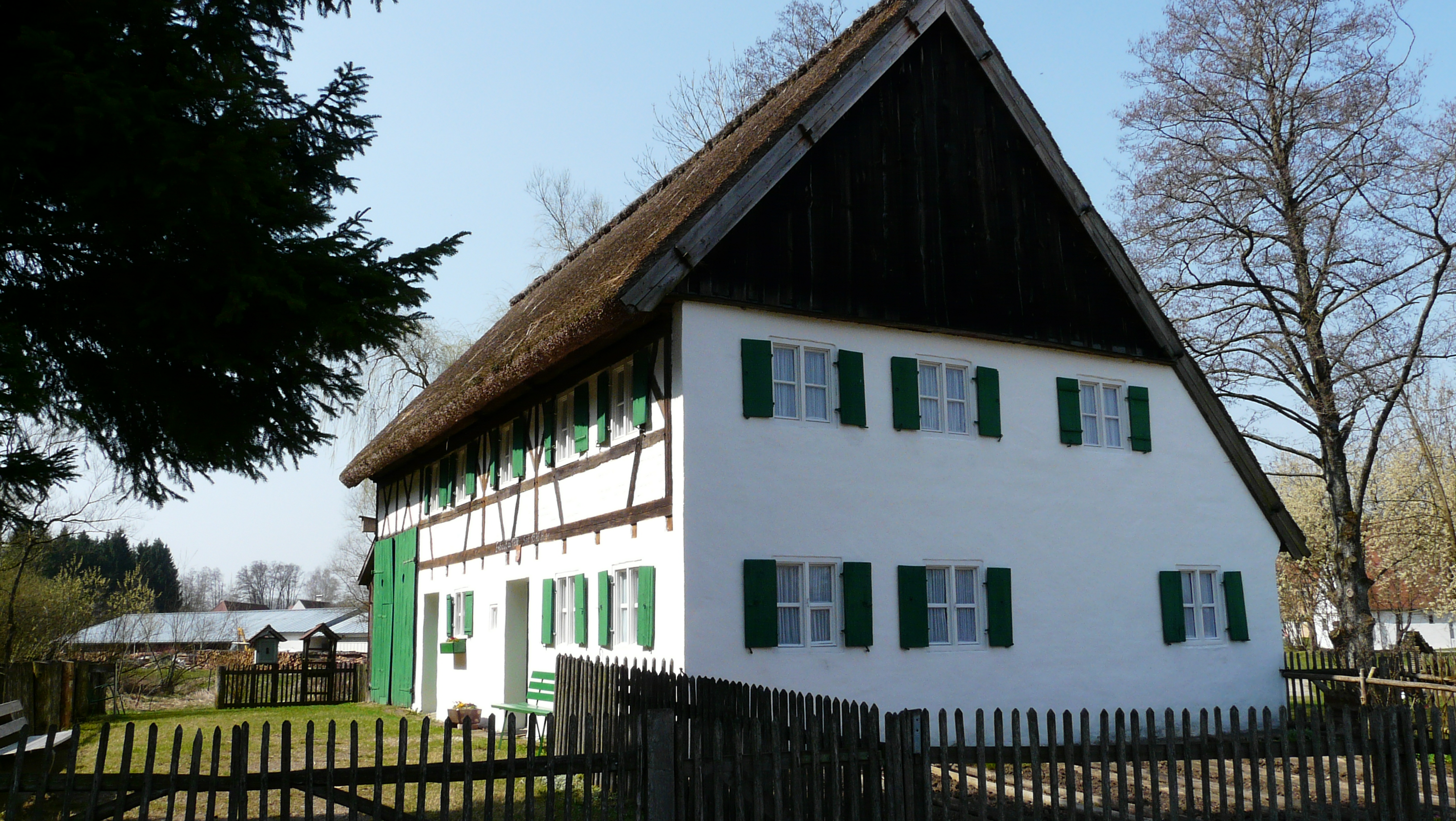
Staudenhaus, Schwäbisches Volkskundemuseum Oberschönenfeld

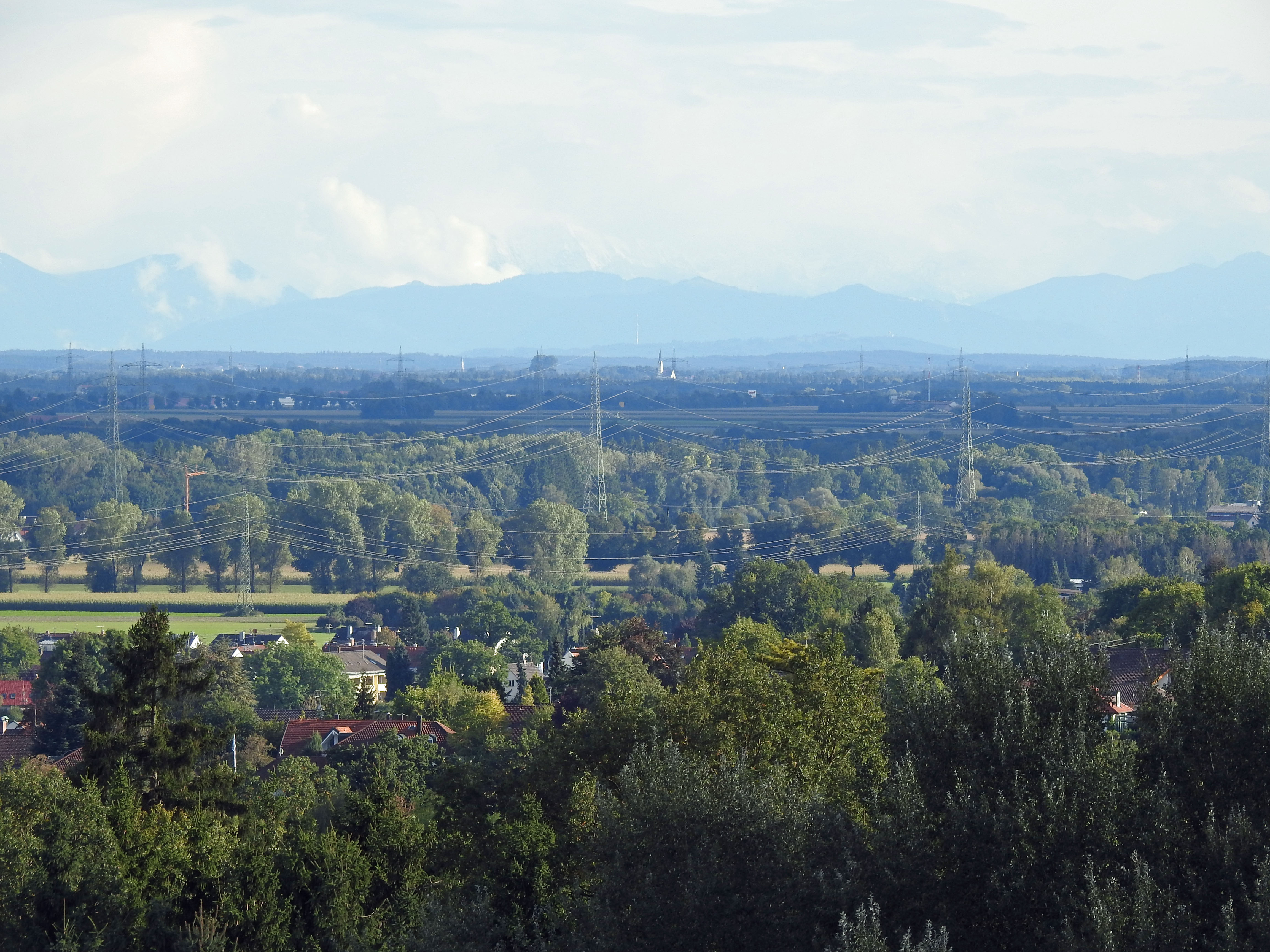
Blick übers Lechfeld südlich von Augsburg zu den Alpen

Der Landkreis Augsburg im bayerischen Regierungsbezirk Schwaben ist mit mehr als 260.000 Einwohnern der bevölkerungsmäßig zweitgrößte Landkreis Bayerns.

## Geografie

### Lage
Der Landkreis Augsburg umschließt die Stadt Augsburg von allen Seiten außer von Osten. Südlich von Augsburg liegt das Lechfeld. Auch der nördliche Landkreis liegt im Lechtal.
Die Landschaften im westlichen Landkreis Augsburg sind – von Nord nach Süd: Zusamtal, Holzwinkel, Reischenau und Stauden.
Der Landkreis hat eine Höhenlage von 412 m ü. NHN am Lech nördlich von Ellgau bis 626 m ü. NHN in den Stauden bei Mittelneufnach.

### Nachbarkreise
Der Landkreis grenzt im Uhrzeigersinn im Nordwesten beginnend an die Landkreise Dillingen an der Donau, Donau-Ries, Aichach-Friedberg, an die kreisfreie Stadt Augsburg sowie an die Landkreise Landsberg am Lech, Ostallgäu, Unterallgäu und Günzburg.

## Geschichte

### Landgerichte
Auf dem heutigen Kreisgebiet entstanden 1803 die Landgerichtsbezirke Göggingen, Schwabmünchen, Wertingen und Zusmarshausen. Sie gehörten ab 1808 zum Lechkreis und ab 1810 zum Oberdonaukreis. 1810 wurde Augsburg eine kreisunmittelbare Stadt. Ab 1838 gehörten die Landgerichte zum Kreis Schwaben und Neuburg, dem späteren Regierungsbezirk Schwaben.

### Bezirksämter
Das Bezirksamt Göggingen wurde zum 1. Juli 1862 durch den Zusammenschluss der Landgerichte älterer Ordnung Göggingen und Schwabmünchen gebildet. Doch wurde der Sitz des Bezirksamtes Göggingen bereits am 1. Oktober 1862 nach Augsburg verlegt und somit das Bezirksamt in Bezirksamt Augsburg umbenannt. Es war für die Gemeinden der Landgerichte älterer Ordnung Göggingen (bzw. ab Oktober 1862 Augsburg) und Schwabmünchen zuständig.
Anlässlich der Reform des Zuschnitts der bayerischen Bezirksämter erhielt das Bezirksamt Augsburg am 1. Januar 1880 Gemeinden der Bezirksämter Krumbach und Mindelheim.
Am 1. Oktober 1900 wurde im Zuge einer Neugliederung der Bezirke das Bezirksamt Schwabmünchen durch Ausgliederung von 32 Gemeinden des Bezirksamts Augsburg errichtet.
Am 1. Januar 1911 trat das Bezirksamt die Gemeinden Oberhausen und Pfersee an die Stadt Augsburg ab. Kriegshaber folgte am 1. April 1916.
Am 1. Oktober 1929 wurden bis auf sieben Gemeinden, die zum Bezirksamt Wertingen kamen, alle Gemeinden des aufgelösten Bezirksamts Zusmarshausen in das Bezirksamt Augsburg eingegliedert.

### Landkreise
Am 1. Januar 1939 wurde wie überall im Deutschen Reich die Bezeichnung Landkreis eingeführt. So wurden aus den Bezirksämtern die Landkreise Augsburg, Schwabmünchen und Wertingen.

### Landkreis Augsburg
Bei der Gebietsreform in Bayern wurde am 1. Juli 1972 ein neuer Landkreis gebildet, der zunächst die Bezeichnung Landkreis Augsburg-West erhielt. Zu seinen Bestandteilen wurden
- alle Gemeinden des alten Landkreises Augsburg mit Ausnahme der Städte Göggingen und Haunstetten sowie der Gemeinden Inningen und Bergheim, die in die kreisfreie Stadt Augsburg eingemeindet wurden sowie der Gemeinden Schönebach und Uttenhofen, die in den Landkreis Günzburg umgegliedert wurden
- alle Gemeinden des aufgelösten Landkreises Schwabmünchen
- 28 Gemeinden des aufgelösten Landkreises Wertingen
- die Gemeinden Ellgau und Nordendorf des aufgelösten Landkreises Donauwörth
- die Gemeinde Traunried des aufgelösten Landkreises Mindelheim sowie
- die Gemeinden Heimpersdorf, Neukirchen, Oberbaar, Thierhaupten und Unterbaar des aufgelösten Landkreises Neuburg an der Donau.[5]

Augsburg wurde Sitz des neuen Landkreises, der am 1. Mai 1973 seine noch heute gültige Bezeichnung „Landkreis Augsburg“ erhielt.
Am 1. Mai 1978 wechselte die Gemeinde Traunried aus dem Landkreis Augsburg in den Landkreis Unterallgäu und wurde dort in die Gemeinde Ettringen eingegliedert. Am 1. Januar 1994 wurde der Landkreis geringfügig verkleinert, als die Gemeinde Baar durch Ausgliederung aus der Gemeinde Thierhaupten wieder selbständig und in den Landkreis Aichach-Friedberg umgegliedert wurde.

### Bezirksamtmänner/Bezirksoberamtmänner bis 1938, Landräte ab 1939
- Josef Hipper (1913–1926)
- Max Mayer (1927–1931)
- Ernst Recht (1931–1934)
- Ludwig Brauneiser (1935–1945)[7]

…
- 1. Mai 2008 Martin Sailer

### Einwohnerstatistik

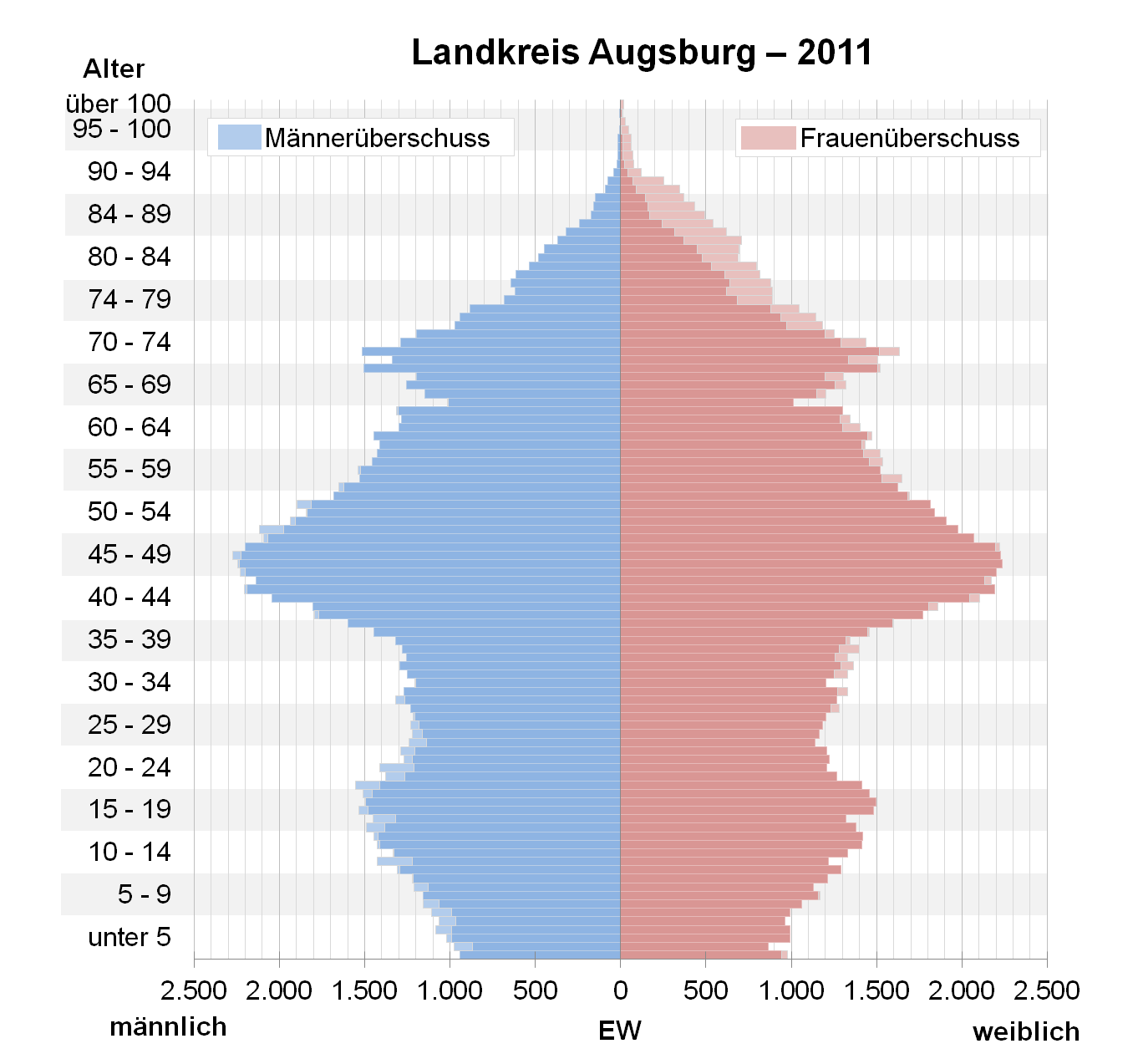
Bevölkerungspyramide für den Kreis Augsburg (Datenquelle: Zensus 2011.)

Der Landkreis Augsburg gewann von 1988 bis 2008 rund 45.000 Einwohner hinzu bzw. wuchs um ca. 23 %. Zwischen 1988 und 2018 wuchs der Landkreis von 195.626 auf 251.534 um 55.908 Einwohner bzw. um 28,6 %.
| Bevölkerungsentwicklung | Bevölkerungsentwicklung | Bevölkerungsentwicklung | Bevölkerungsentwicklung | Bevölkerungsentwicklung | Bevölkerungsentwicklung | Bevölkerungsentwicklung | Bevölkerungsentwicklung | Bevölkerungsentwicklung | Bevölkerungsentwicklung | Bevölkerungsentwicklung | Bevölkerungsentwicklung | Bevölkerungsentwicklung | Bevölkerungsentwicklung | Bevölkerungsentwicklung |
| ----------------------- | ----------------------- | ----------------------- | ----------------------- | ----------------------- | ----------------------- | ----------------------- | ----------------------- | ----------------------- | ----------------------- | ----------------------- | ----------------------- | ----------------------- | ----------------------- | ----------------------- |
| Jahr                    | 1840                    | 1900                    | 1939                    | 1950                    | 1961                    | 1970                    | 1987                    | 1991                    | 1995                    | 2000                    | 2005                    | 2010                    | 2015                    |                         |
| Einwohner               | 50.410                  | 60.808                  | 80.549                  | 122.729                 | 135.659                 | 163.119                 | 191.469                 | 210.635                 | 226.593                 | 236.422                 | 241.381                 | 240.068                 | 245.600                 |                         |

Im Jahr 2021 gab es 1.861 (1 % der Gesamtbevölkerung) Kirchenaustritte, 2022 waren es 4.167 (zirka 2 % der Gesamtbevölkerung).

## Politik

### Kreistag
Die Kommunalwahlen in Bayern 2020 führte zu folgendem amtlichen Endergebnis.
| Kreistagswahl 2020Wahlbeteiligung: 59,8 % (+2,8 %) %50403020100 42,517,716,59,47,12,72,61,4n. k. CSUGrüneFWSPDAfDÖDPFDPLinkeREPGewinne und Verlusteim Vergleich zu 2014 %p 8 6 4 2 0 −2 −4 −6 −8−5,6+6,9−0,9−7,3+7,1+0,4−0,3+1,4−1,8CSUGrüneFWSPDAfDÖDPFDPLinkeREP | Sitzverteilung im Kreistag Augsburg-Land seit 2020Insgesamt 70 Sitze - Linke: 1 - SPD: 7 - Grüne: 12 - ÖDP: 2 - FW: 11 - FDP: 2 - CSU: 30 - AfD: 5 |

| Parteien und Wählergemeinschaften | Parteien und Wählergemeinschaften  | 2020   | 2020   | 2014   | 2014   | 2008   | 2008   | 2002   | 2002   | 1996   | 1996   |
| Parteien und Wählergemeinschaften | Parteien und Wählergemeinschaften  | %      | Sitze  | %      | Sitze  | %      | Sitze  | %      | Sitze  | %      | Sitze  |
| --------------------------------- | ---------------------------------- | ------ | ------ | ------ | ------ | ------ | ------ | ------ | ------ | ------ | ------ |
| CSU                               | Christlich-Soziale Union in Bayern | 42,5   | 30     | 48,1   | 34     | 47,9   | 34     | 52,4   | 37     | 49,8   | 36     |
| Grüne                             | Grüne Bayern                       | 17,7   | 12     | 10,8   | 07     | 8,4    | 06     | 7,6    | 05     | 9,0    | 06     |
| FW                                | Freie Wähler Bayern                | 16,5   | 11     | 17,4   | 12     | 15,7   | 11     | 12,2   | 09     | 12,7   | 09     |
| SPD                               | SPD Bayern                         | 9,4    | 07     | 16,7   | 12     | 20,3   | 14     | 22,8   | 16     | 21,1   | 15     |
| AfD                               | AfD Bayern                         | 7,1    | 05     | 0–     | 0–     | 0–     | 0–     | 0–     | 0–     | 0–     | 0–     |
| ÖDP                               | Ökologisch–Demokratische Partei    | 2,7    | 02     | 2,3    | 02     | 1,6    | 01     | 0–     | 0–     | 2,6    | 02     |
| FDP                               | FDP Bayern                         | 2,6    | 02     | 2,9    | 02     | 4,1    | 03     | 3,2    | 02     | 2,5    | 01     |
| Linke                             | Die Linke Bayern                   | 1,4    | 01     | 0–     | 0–     | 0–     | 0–     | 0–     | 0–     | 0–     | 0–     |
| REP                               | Die Republikaner                   | 0–     | 0–     | 1,8    | 01     | 2,0    | 01     | 1,8    | 01     | 2,3    | 01     |
| gesamt                            | gesamt                             | 99,9   | 70     | 100,0  | 70     | 100,0  | 70     | 100,0  | 70     | 100,0  | 70     |
| Wahlbeteiligung                   | Wahlbeteiligung                    | 59,5 % | 59,5 % | 57,0 % | 57,0 % | 61,4 % | 61,4 % | 63,5 % | 63,5 % | 67,1 % | 67,1 % |

### Wappen
|                                 | Aktuelles Wappen |
| Wappen des Landkreises Augsburg | Blasonierung: „Unter von Rot und Silber gespaltenem Schildhaupt gespalten von Silber und Blau; vorne ein rotes Ulrichskreuz, hinten eine goldene Lilie.“ |
| Wappen des Landkreises Augsburg | |

|                                          | Ehemaliges Landkreiswappen (bis 1972) |
| Wappen des Landkreises Augsburg bis 1972 | Blasonierung: „Unter von Rot und Silber gespaltenem Schildhaupt gespalten, vorne in Gold eine blaue, heraldische Lilie, hinten fünfmal schräglinks geteilt von Silber und Rot, überdeckt mit einem goldenen Pfahl.“ |
| Wappen des Landkreises Augsburg bis 1972 | |

## Wirtschaft und Leben
Die Wirtschaft im Landkreis ist stark auf Augsburg ausgerichtet, die Arbeitslosigkeit ist konstant niedrig (Mai 2012: 2,6 %; Oktober 2018: 2,2 %). Die Bevölkerungsentwicklung ist positiv (d. h. mehr Geburten und Zuwanderung als Todesfälle), der Ausländeranteil beträgt 9,2 % (Stand: 2017).

## Verkehr

### Eisenbahnstrecken
Die erste Eisenbahnverbindung nach Augsburg eröffnete 1840 die München-Augsburger Eisenbahn-Gesellschaft. Schon vier Jahre später führte die Ludwig-Süd-Nord-Bahn ihre Strecke von Donauwörth her nach Augsburg und verlängerte sie 1847 nach Süden in Richtung Buchloe – Kempten. Der Bayerische Staat vollendete dann das Eisenbahnkreuz Augsburg mit der Linie nach Günzburg und Ulm in den Jahren 1853/54.
Weitere Strecken der Bayerischen Staatsbahn wurden mit Abzweigen in Augsburg-Hochzoll bzw. Mering eröffnet: 1875 nach Ingolstadt und 1898 nach Geltendorf und Weilheim.
In Bobingen an der Bahnstrecke Augsburg–Buchloe zweigt seit 1877 die Bahnstrecke Bobingen–Kaufering ab.
Von Stationen der Strecke nach Ulm nahmen folgende Bahnen ihren Ausgang:
- ab 1894 Dinkelscherben–Thannhausen
- ab 1903 Augsburg–Welden
- ab 1911/12 Gessertshausen–Markt Wald–Türkheim

Das Staatsbahnnetz erreichte somit einen maximalen Umfang von 172 km Länge. Davon wurden 48 km für den Personenverkehr stillgelegt:
- 1966: Dinkelscherben–Thannhausen (14 km, davon 4 im Landkreis Augsburg)
- 1986: (Augsburg–)Neusäß–Aystetten–Welden (19 km)
- 1991: Gessertshausen–Mittelneufnach–Markt Wald (25 km)

Auf der letztgenannten Strecke bietet die SVG im Sommer einen touristischen Verkehr an. Ab Dezember 2022 wird auf dieser Strecke auch wieder ein planmäßiger Taktverkehr angeboten und somit auf dem Abschnitt Langenneufnach – Gessertshausen reaktiviert.

### Augsburger Verkehrsgesellschaft
Die AVG Augsburger Verkehrsgesellschaft mbH bedient den öffentlichen Nahverkehr in Augsburg und nach Stadtbergen mit einer seit 1898 elektrifizierten meterspurigen Straßenbahn, der seit 1881 eine normalspurige Pferdebahn vorausgegangen war.

### Straßen
Durch den Landkreis verläuft in Ost-West-Richtung (von Augsburg kommend) die Autobahn A 8 mit den Anschlussstellen Neusäß, Adelsried und Zusmarshausen. Die Bundesstraße 2, von der nördlichen Kreisgrenze (Nähe Allmannshofen/Nordendorf) bis zur Stadtgrenze Augsburg sowie die Bundesstraße 17 sind vierspurig ausgebaut. Letztere durchquert Stadtbergen und verläuft dann südlich der Augsburger Stadtgrenze (bei Königsbrunn) in Richtung Landsberg am Lech. Weiter erschließt die Bundesstraße 300 von Stadtbergen bis westlich Ustersbach den Landkreis.

## Gemeinden
(Einwohner am 31. Dezember 2024)
| Städte 1. Bobingen (17.905) 2. Gersthofen (23.427) 3. Königsbrunn (27.879) 4. Neusäß (22.904) 5. Schwabmünchen (15.277) 6. Stadtbergen (15.649) Märkte 1. Biberbach (3513) 2. Diedorf (10.699) 3. Dinkelscherben (6797) 4. Fischach (5001) 5. Meitingen (12.307) 6. Thierhaupten (4100) 7. Welden (3849) 8. Zusmarshausen (6655) Verwaltungsgemeinschaften 1. Gessertshausen (Gemeinden Gessertshausen und Ustersbach) 2. Großaitingen (Gemeinden Großaitingen, Kleinaitingen und Oberottmarshausen) 3. Langerringen (Gemeinden Hiltenfingen und Langerringen) 4. Lechfeld mit Sitz in Untermeitingen (Gemeinden Klosterlechfeld und Untermeitingen) 5. Nordendorf (Gemeinden Allmannshofen, Ehingen, Ellgau, Kühlenthal, Nordendorf und Westendorf) 6. Stauden mit Sitz in Langenneufnach (Gemeinden Langenneufnach, Mickhausen, Mittelneufnach, Scherstetten und Walkertshofen) 7. Welden (Markt Welden und Gemeinden Bonstetten, Emersacker und Heretsried) | Weitere Gemeinden 1. Adelsried (2610) 2. Allmannshofen (965) 3. Altenmünster (4776) 4. Aystetten (3095) 5. Bonstetten (1609) 6. Ehingen (1163) 7. Ellgau (1179) 8. Emersacker (1504) 9. Gablingen (4746) 10. Gessertshausen (4450) 11. Graben (4038) 12. Großaitingen (5331) 13. Heretsried (1030) 14. Hiltenfingen (1637) 15. Horgau (2953) 16. Kleinaitingen (1342) 17. Klosterlechfeld (3008) 18. Kühlenthal (840) 19. Kutzenhausen (2726) 20. Langenneufnach (1891) 21. Langerringen (4203) 22. Langweid a.Lech (8737) 23. Mickhausen (1376) 24. Mittelneufnach (1076) 25. Nordendorf (2599) 26. Oberottmarshausen (1773) 27. Scherstetten (1092) 28. Untermeitingen (7789) 29. Ustersbach (1251) 30. Walkertshofen (1167) 31. Wehringen (3183) 32. Westendorf (1710) Gemeindefreies Gebiet 1. Schmellerforst (3,28 km², unbewohnt) |  |

## Gemeinden des Landkreises vor der Gebietsreform 1971/78
Bis zur Gebietsreform 1971/78 hatte der Landkreis Augsburg 73 Gemeinden (siehe Liste unten).
Im Norden grenzte der Landkreis an den Landkreis Wertingen, im Nordosten an den Landkreis Aichach, im Osten an die kreisfreie Stadt Augsburg, im Südosten an den Landkreis Friedberg, im Süden an den Landkreis Schwabmünchen und im Westen an die Landkreise Krumbach (Schwaben) und Günzburg. Wie heute noch war die Stadt Augsburg Sitz der Kreisverwaltung.
Die Gemeinden des Landkreises Augsburg vor der Gemeindereform 1971/78. (Die Gemeinden, die es heute noch gibt, sind fett geschrieben.)

Landkreis Augsburg, Gemeindegrenzenkarte von 1961

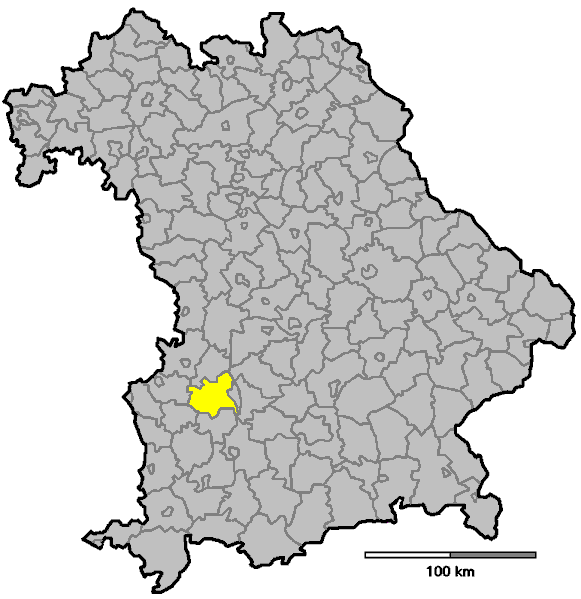
Der Landkreis Augsburg vor der Gebietsreform

| frühere Gemeinde       | heutige Gemeinde | heutiger Landkreis        |
| ---------------------- | ---------------- | ------------------------- |
| Achsheim               | Langweid a.Lech  | Landkreis Augsburg        |
| Adelsried              | Adelsried        | Landkreis Augsburg        |
| Agawang                | Kutzenhausen     | Landkreis Augsburg        |
| Anhausen               | Diedorf          | Landkreis Augsburg        |
| Anried                 | Dinkelscherben   | Landkreis Augsburg        |
| Aretsried              | Fischach         | Landkreis Augsburg        |
| Auerbach               | Horgau           | Landkreis Augsburg        |
| Aystetten              | Aystetten        | Landkreis Augsburg        |
| Batzenhofen            | Gersthofen       | Landkreis Augsburg        |
| Bergheim               | Augsburg         | Kreisfreie Stadt Augsburg |
| Biburg                 | Diedorf          | Landkreis Augsburg        |
| Bonstetten             | Bonstetten       | Landkreis Augsburg        |
| Breitenbronn           | Dinkelscherben   | Landkreis Augsburg        |
| Buch                   | Kutzenhausen     | Landkreis Augsburg        |
| Deubach                | Gessertshausen   | Landkreis Augsburg        |
| Deuringen              | Stadtbergen      | Landkreis Augsburg        |
| Diedorf                | Diedorf          | Landkreis Augsburg        |
| Dinkelscherben (Markt) | Dinkelscherben   | Landkreis Augsburg        |
| Döpshofen              | Gessertshausen   | Landkreis Augsburg        |
| Edenbergen             | Gersthofen       | Landkreis Augsburg        |
| Ettelried              | Dinkelscherben   | Landkreis Augsburg        |
| Fischach (Markt)       | Fischach         | Landkreis Augsburg        |
| Fleinhausen            | Dinkelscherben   | Landkreis Augsburg        |
| Gabelbach              | Zusmarshausen    | Landkreis Augsburg        |
| Gabelbachergreut       | Zusmarshausen    | Landkreis Augsburg        |
| Gablingen              | Gablingen        | Landkreis Augsburg        |
| Gersthofen (Markt)     | Gersthofen       | Landkreis Augsburg        |
| Gessertshausen         | Gessertshausen   | Landkreis Augsburg        |
| Göggingen (Stadt)      | Augsburg         | Kreisfreie Stadt Augsburg |
| Grünenbaindt           | Dinkelscherben   | Landkreis Augsburg        |
| Häder                  | Dinkelscherben   | Landkreis Augsburg        |
| Hainhofen              | Neusäß           | Landkreis Augsburg        |
| Hammel                 | Neusäß           | Landkreis Augsburg        |
| Haunstetten (Stadt)    | Augsburg         | Kreisfreie Stadt Augsburg |
| Hirblingen             | Gersthofen       | Landkreis Augsburg        |
| Horgau                 | Horgau           | Landkreis Augsburg        |
| Horgauergreut          | Horgau           | Landkreis Augsburg        |
| Inningen               | Augsburg         | Kreisfreie Stadt Augsburg |
| Kutzenhausen           | Kutzenhausen     | Landkreis Augsburg        |
| Langweid a.Lech        | Langweid a.Lech  | Landkreis Augsburg        |
| Leitershofen           | Stadtbergen      | Landkreis Augsburg        |
| Lindach                | Dinkelscherben   | Landkreis Augsburg        |
| Lützelburg             | Gablingen        | Landkreis Augsburg        |
| Margertshausen         | Gessertshausen   | Landkreis Augsburg        |
| Neusäß                 | Neusäß           | Landkreis Augsburg        |
| Oberschöneberg         | Dinkelscherben   | Landkreis Augsburg        |
| Ottmarshausen          | Neusäß           | Landkreis Augsburg        |
| Reinhartshausen        | Bobingen         | Landkreis Augsburg        |
| Reitenbuch             | Fischach         | Landkreis Augsburg        |
| Rettenbergen           | Gersthofen       | Landkreis Augsburg        |
| Reutern                | Welden           | Landkreis Augsburg        |
| Ried                   | Dinkelscherben   | Landkreis Augsburg        |
| Rommelsried            | Kutzenhausen     | Landkreis Augsburg        |
| Schlipsheim            | Neusäß           | Landkreis Augsburg        |
| Schönebach             | Ziemetshausen    | Landkreis Günzburg        |
| Stadtbergen            | Stadtbergen      | Landkreis Augsburg        |
| Steinekirch            | Zusmarshausen    | Landkreis Augsburg        |
| Steppach bei Augsburg  | Neusäß           | Landkreis Augsburg        |
| Stettenhofen           | Langweid a.Lech  | Landkreis Augsburg        |
| Streitheim             | Zusmarshausen    | Landkreis Augsburg        |
| Täfertingen            | Neusäß           | Landkreis Augsburg        |
| Ustersbach             | Ustersbach       | Landkreis Augsburg        |
| Uttenhofen             | Ziemetshausen    | Landkreis Günzburg        |
| Vallried               | Zusmarshausen    | Landkreis Augsburg        |
| Waldberg               | Bobingen         | Landkreis Augsburg        |
| Welden (Markt)         | Welden           | Landkreis Augsburg        |
| Westheim bei Augsburg  | Neusäß           | Landkreis Augsburg        |
| Willishausen           | Diedorf          | Landkreis Augsburg        |
| Willmatshofen          | Fischach         | Landkreis Augsburg        |
| Wollbach               | Zusmarshausen    | Landkreis Augsburg        |
| Wollishausen           | Gessertshausen   | Landkreis Augsburg        |
| Wollmetshofen          | Fischach         | Landkreis Augsburg        |
| Zusmarshausen (Markt)  | Zusmarshausen    | Landkreis Augsburg        |

## Schutzgebiete
Im Landkreis gibt es zwei Naturschutzgebiete, drei Landschaftsschutzgebiete, acht FFH-Gebiete und mindestens zehn vom Bayerischen Landesamt für Umwelt ausgewiesene Geotope (Stand August 2016).
Siehe auch:
- Liste der Naturschutzgebiete im Landkreis Augsburg
- Liste der Landschaftsschutzgebiete im Landkreis Augsburg
- Liste der FFH-Gebiete im Landkreis Augsburg
- Liste der Geotope im Landkreis Augsburg

## Sport
2021 bewarb sich der Kreis als Host Town für die Gestaltung eines viertägigen Programms für eine internationale Delegation der Special Olympics World Summer Games 2023 in Berlin. 2022 wurde er als Gastgeber für Special Olympics Mali ausgewählt. Damit wurde er Teil des größten kommunalen Inklusionsprojekts in der Geschichte der Bundesrepublik mit mehr als 200 Host Towns.

## Kfz-Kennzeichen
Am 1. Juli 1956 wurde dem Landkreis bei der Einführung der bis heute gültigen Kfz-Kennzeichen das Unterscheidungszeichen A zugewiesen. Es wird durchgängig bis heute ausgegeben.
Bis in die 1990er Jahre erhielten Fahrzeuge aus dem Altkreis Schwabmünchen Kennzeichen mit den Buchstaben A, C, D und E und den Zahlen von 1000 bis 9999.
Seit dem 1. März 2017 sind aufgrund der Kennzeichenliberalisierung die der Altlandkreise Schwabmünchen (SMÜ) und Wertingen (WER) erhältlich.